# Basashi

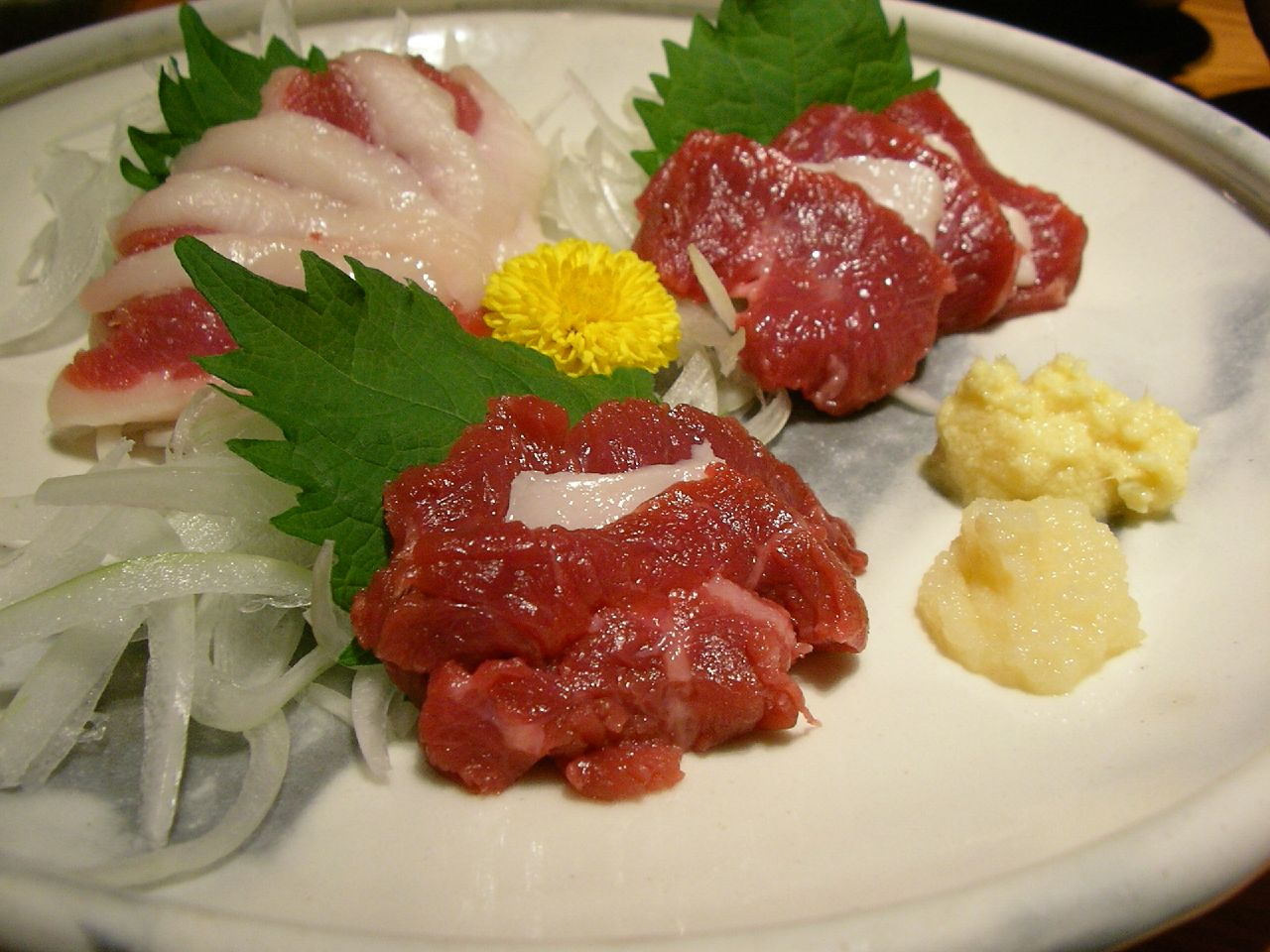
Basashi

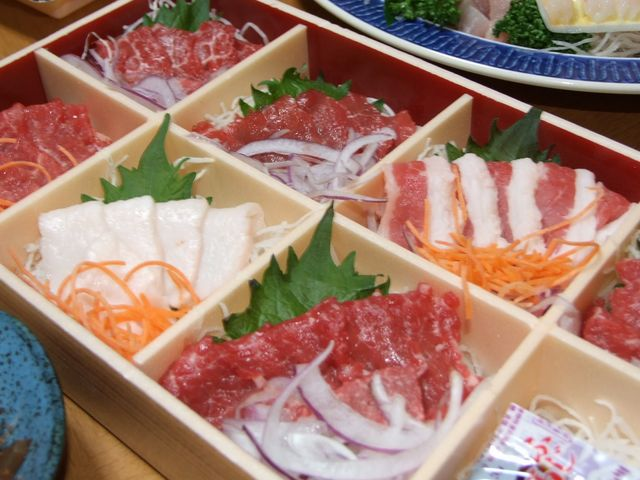
Basashi

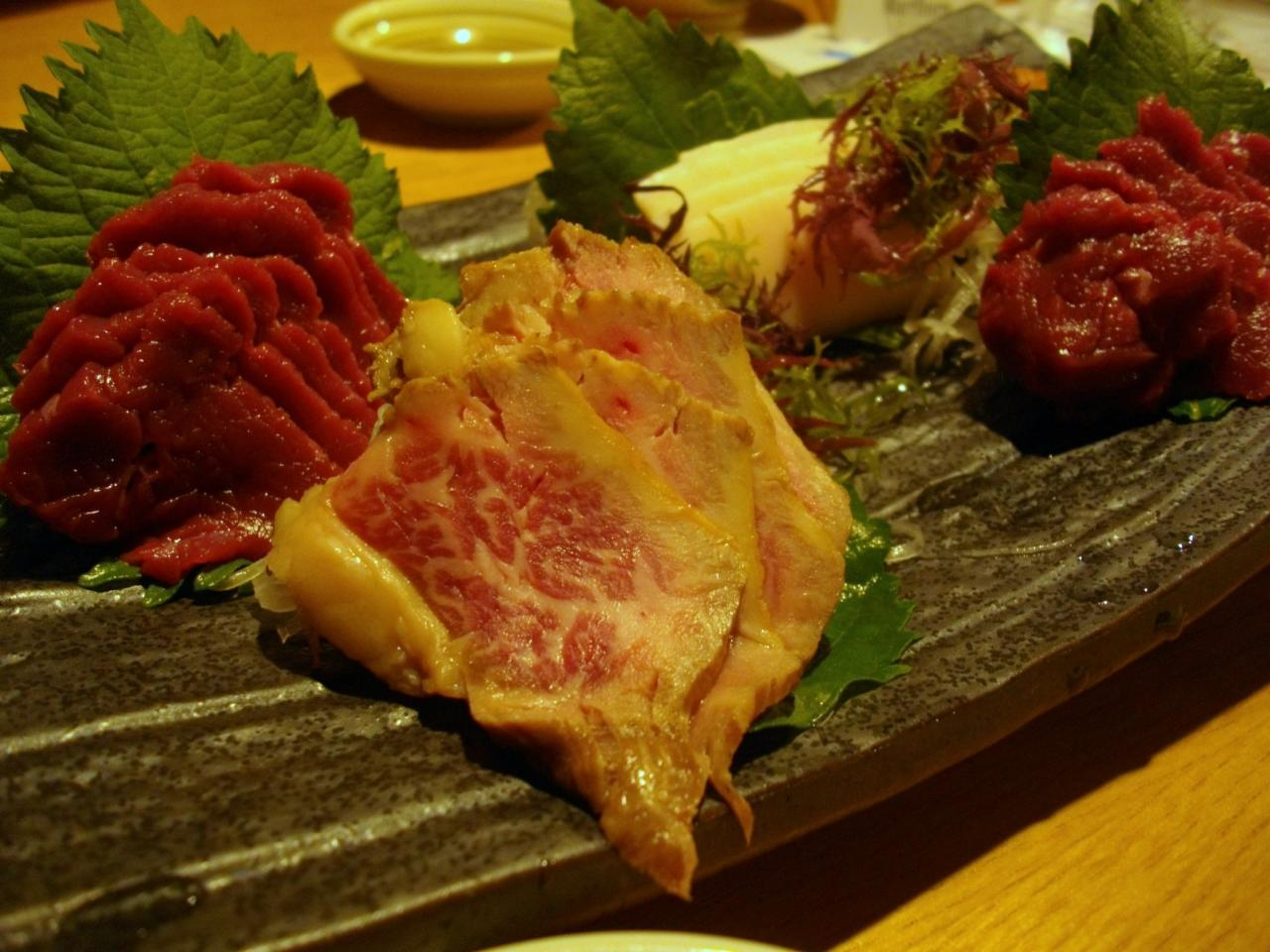
Różne rodzaje basashi

Basashi (jap. 馬刺し basashi lub umasashi) – japońska potrawa, której głównym składnikiem są cienkie plastry surowej koniny. Sashimi z surowej koniny.

## Historia
Tradycja spożywania koniny w Japonii wywodzi się z regionów słynących z hodowli koni. Najstarsze źródła wskazują, że basashi było spożywane przez oddział daimyō Kiyomasy Katō (1562–1611), w czasie wojny japońsko-koreańskiej, kiedy to oddział został odcięty od dostaw żywności. Po objęciu przez Kiyomasę władzy nad prowincją Higo (obecnie prefektura Kumamoto) opowieść ta urosła na owym obszarze do miana legendy, co przyczyniło się do wzrostu popularności basashi. Potrawa uznawana jest za specjalność prefektury Kumamoto.

## Basashiwspółcześnie
Poza prefekturą Kumamoto basashi spożywa się także w prefekturach Aomori, Nagano, Yamanashi, Fukushima (region Aizu). Roczne spożycie basashi w Japonii sięga 23 tys. ton. Większość mięsa importowana jest z Ameryki Północnej i Europy bądź to w stanie przetworzonym jako półprodukt, bądź też jako żywe zwierzęta, które następnie tuczone są w Japonii przed dopuszczeniem do uboju. Konina pochodzenia japońskiego stanowi jedynie drobny odsetek całości spożywanego mięsa w tym kraju.

## Podział i przyrządzanie
Wyjątkowo cenione są wątroba, język i mięso spod grzywy. Za mięso najwyższej jakości uważa się to z okolic żeber zwierzęcia. Najczęściej basashi spożywa się z tartym imbirem, tartym czosnkiem, krojonym czosnkiem dętym, ostrymi przyprawami i sosem sojowym. W lokalach kaiten-zushi (potrawy są ustawiane przez obsługę na taśmie przesuwającej się wokół lokalu) można spotkać basashi (również przysmażone) przyrządzone w formie sushi. Cienkie plasterki basashi spożywane z dodatkiem nattō (sfermentowana fasola sojowa) nazywają się sakura-nattō.